# Cebas
Cebas (también llamada popularmente Campo Cebas) es una localidad y pedanía española perteneciente al municipio de Castril, en la provincia de Granada, comunidad autónoma de Andalucía. Está situada en la parte suroccidental de la comarca de Huéscar. A tres kilómetros del límite con la provincia de Jaén, cerca de esta localidad se encuentran los núcleos de Los Torres, Manuel Díaz, Cañadas y Tala Bartolo.

## Demografía
Según el Instituto Nacional de Estadística de España, en el año 2022 Cebas contaba con 59 habitantes censados, lo que representa el 2,92% de la población total del municipio.

## Cultura

### Fiestas
Cebas celebra sus fiestas patronales en torno al 15 de mayo en honor a San Isidro Labrador.